# Castillo de Barrachina

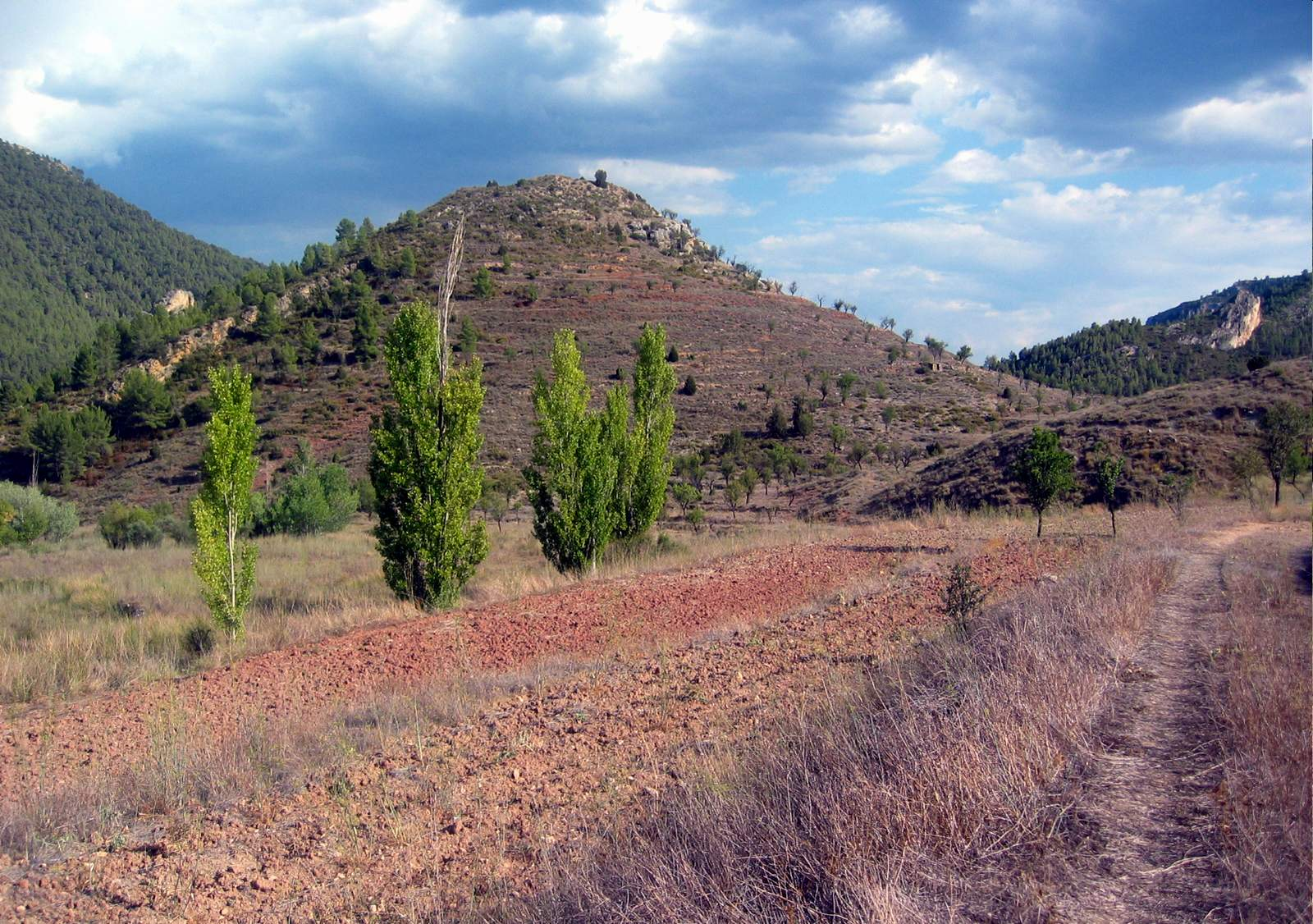
Vista del cerro donde se halla el Castillo de Barrachina, Moya (Cuenca), desde los campos de labor del rento (2014).

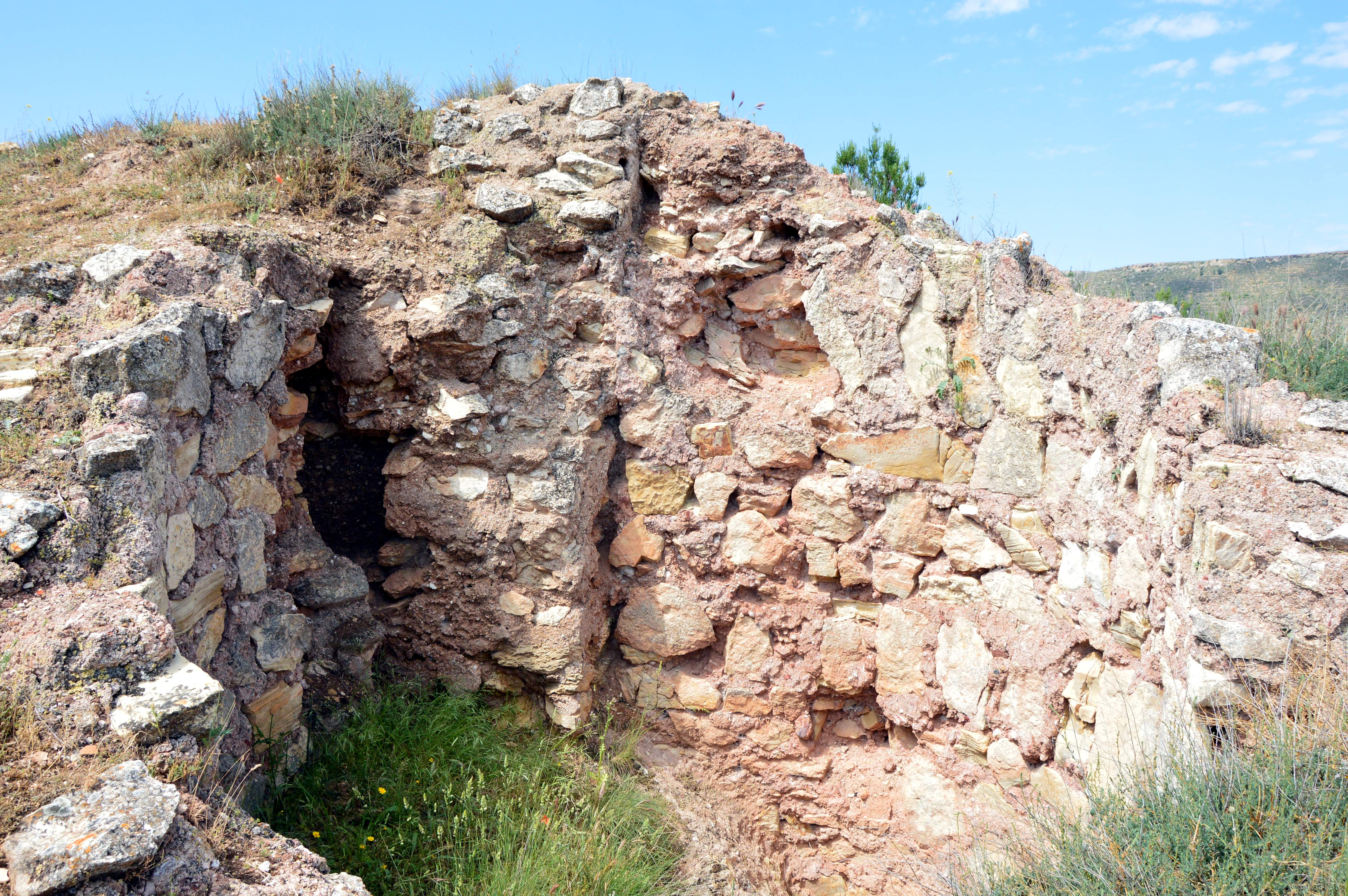
Detalle de construcción circular en el extremo septentrional (noreste) del Castillo de Barrachina, Moya (Cuenca), correspondiente a una probable torre circular (2017).

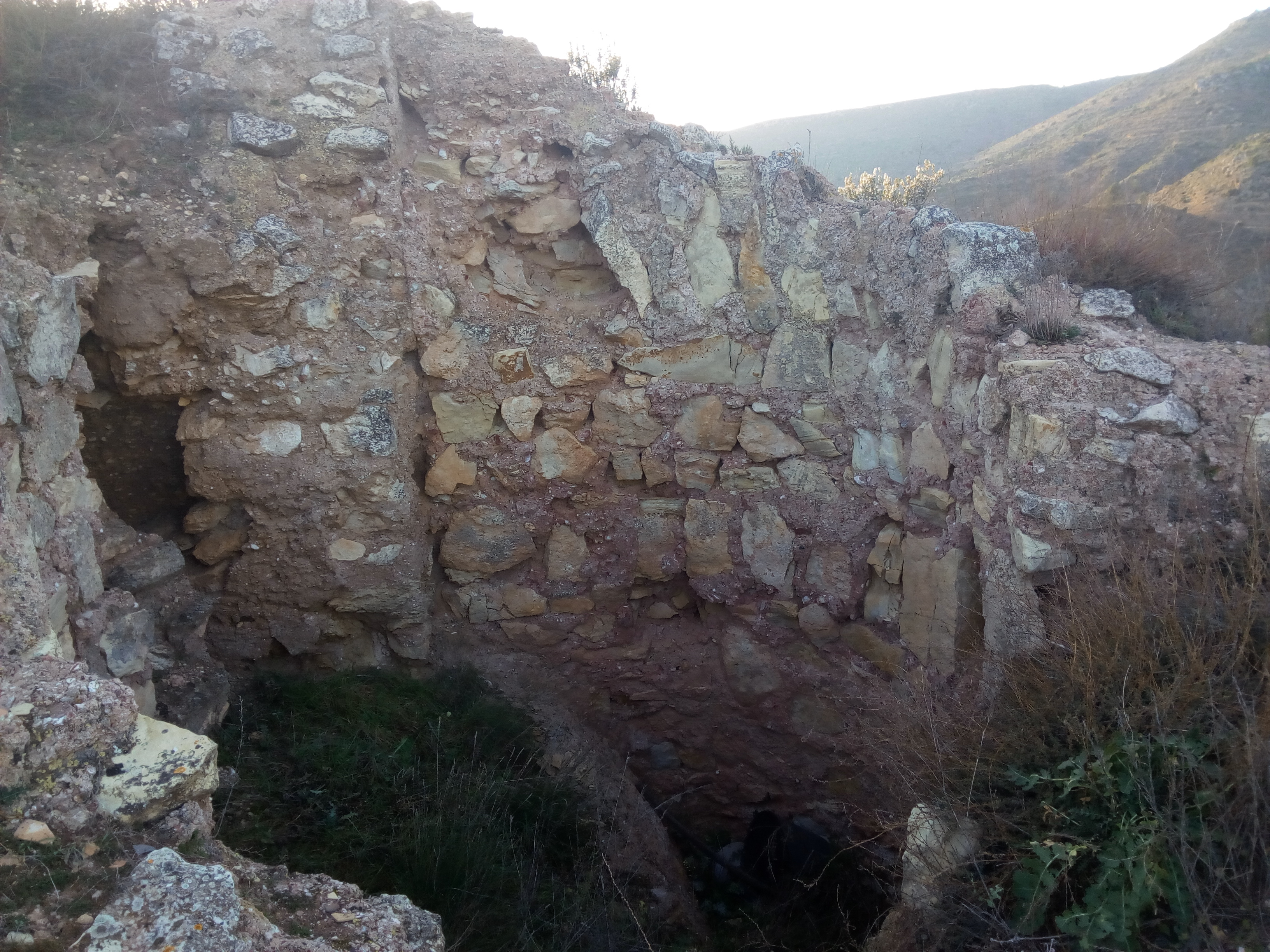
Detalle de construcciones en el extremo septentrional (noreste) del Castillo de Barrachina, Moya (Cuenca), correspondientes a lo que parecen ser los muros de una torre circular

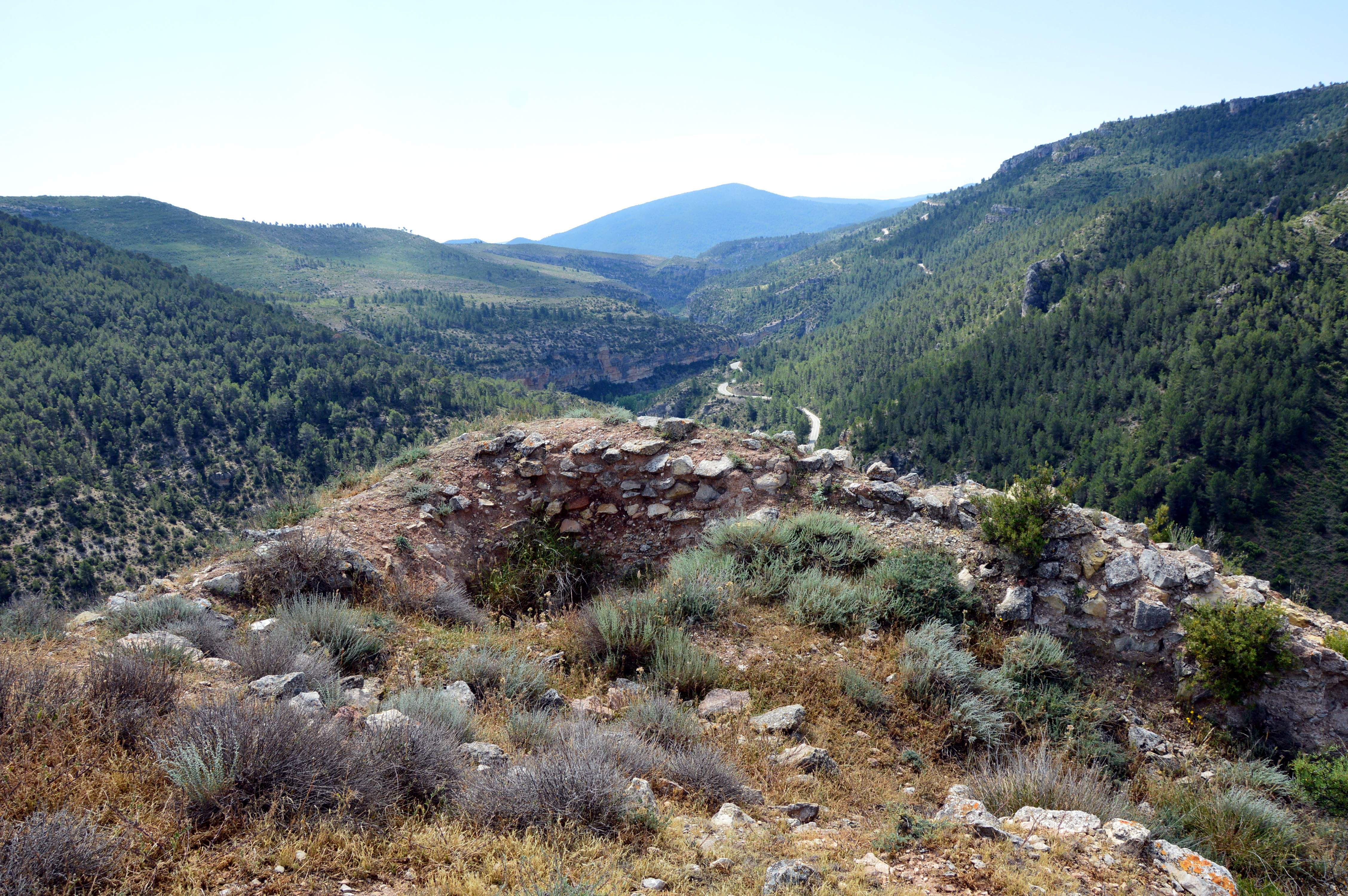
Detalle de construcciones en el extremo meridional del Castillo de Barrachina, Moya (Cuenca), parcialmente excavadas (2017).

El castillo de Barrachina es un antiguo hisn o fortaleza musulmana situada en el término municipal de Moya (Comunidad Autónoma de Castilla-La Mancha, España). 
Su nombre actual proviene de su localización, en un cerro al este del antiguo caserío y zonas de cultivo del denominado «rento de Barrachina».

## Ubicación y descripción
Se halla en la cima de un montículo cónico, cuya parte alta está circundada por una cornisa pétrea de mediana potencia en casi todo su perímetro. Dicha posición le permitía vigilar el camino que trascurre paralelo al río Turia, una importante comunicación entre los antiguos reinos de Aragón, Castilla y Valencia, vía el Rincón de Ademuz, lo que explica su relativo valor táctico-estratégico e histórico.
A tenor de los estudios de superficie realizados por Huélamo Gabaldón y Solias Arís (1996), basados en distintas variables -el enclave, el topónimo, los restos arquitectónicos y la cerámica hallada (de predominio andalusí, aunque mezclada con restos ibéricos)-, el yacimiento puede pertenecer a un hisn que tuvo su vigencia entre los siglos IX-X y XII-XIII, el cual desapareció o fue abandonado tras la conquista cristiana de estos lugares a principios del siglo XIII (1210).  De la misma forma, la cerámica celtíbera, «muy rodada», indica un asentamiento ibérico previo al islámico.
La cima del montículo es una planicie irregular -de forma alargada, orientada de norte a sur- que debió poseer algún tipo de parapeto o muralla en todo o parte de su perímetro, torreones o estructuras similares. En el ángulo septentrional pueden observarse los restos de una cimentación circular o redondeada, basados en mampostería de piedra local sin labrar o escasamente labrada, aparejada sin orden en los tamaños ni en las hiladas, tomada con argamasa de cal y canto de grano grueso. En el extremo sureste hay también restos de edificaciones antiguas, del mismo estilo que las descritas. Dado el tipo de fábrica y la situación, es de pensar que el cerro pudo ser utilizado como atalaya desde la que vigilar y defender el paso del Turia, que discurre por la base oriental del altozano. 
En el interior del recinto fortificado hay también restos de construcciones muy perdidas, y varios hoyos que pueden corresponder a recientes prospecciones furtivas.